# Kent Hance
Kent Hance (né le 14 novembre 1942 à Dimmitt au Texas) est un avocat et un homme politique américain, représentant démocrate du 19e district de l'État du Texas à la Chambre des représentants des États-Unis de 1979 à 1985. Il a ensuite rallié le  Parti républicain.

## Biographie[1]
Avocat inscrit au barreau du Texas, c'est en 1968 qu'il commence sa carrière professionnelle dans le comté de Lubbock. .
De 1974 à 1978, ce démocrate conservateur est membre du Sénat de l'État du Texas. 
En 1978, il est élu à la Chambre des Représentants des États-Unis après avoir battu un jeune candidat républicain nommé George W. Bush qu'il qualifie de jeune héritier de la Côte Est, éduqué à Yale et non réellement texan. 
En 1983, Hance donne de l'argent pour la campagne de gouverneur du Texas de George W. Bush.
En 1984, Hance renonce à se représenter à la Chambre et préfère tenter d'obtenir l'investiture démocrate pour un siège au Sénat des États-Unis mais échoue. 
En 1985, il quitte le Parti démocrate et rallie le Parti républicain.
En 1988, il est délégué du Texas à la Convention nationale républicaine qui investira George H. W. Bush comme candidat à l'élection présidentielle contre le candidat démocrate Michael Dukakis.

## R. Hance Chapelle Kent
Le 1er mai 2011, la Texas Tech University a annoncé que Kent Hance a donné 1,75 des 3 millions de dollars du financement privé de la chapelle du campus, nommé depuis R. Hance Chapelle Kent.

## Dans la culture populaire
Dans le film W. : L'Improbable Président (2008) d'Oliver Stone, son rôle est joué par Paul Rae.